# Alice Lake
Pour les articles homonymes, voir Lake.
Alice Lake est une actrice américaine qui a eu son heure de gloire en tant que vedette du cinéma muet. Elle est née le 12 septembre 1895 à Brooklyn, New York aux États-Unis, décédée le 15 novembre 1967 à Hollywood, Los Angeles en Californie.

## Biographie
Née à Brooklyn, New York, Alice Lake commence sa carrière à dix-sept ans en tant que danseuse et comédienne.
Une biographie succincte la présente comme ayant figuré adolescente (15 ans) dans un film de Mack Sennett et ayant par la suite tourné avec ce dernier. Même si l'information est souvent reprise, "Mack Sennett Comedies" doit probablement être pris au sens large et recouper les films qu'elle tourne avec Roscoe Arbuckle dans le cadre de la Keystone. Une étude attentive de sa filmographie montre qu'à ses débuts, elle tourne sur la côte est des États-Unis alors qu'à l'époque Mack Sennett est déjà à Los Angeles. La Keystone n'ouvre ses studios de New York qu'en 1915.
Elle fait ses débuts à l'écran en 1912 chez Vitagraph Company aux studios de New York où on la retrouve dans de nombreux films de Wally Van acteur et réalisateur des films de la série des Cutey.
En 1916, elle tourne plusieurs films pour la Triangle Film Corporation dans les studios de la côte Est de la Keystone, où elle apparaît dans le film The moonshiners de Roscoe Arbuckle. Lorsque ce dernier quitte Mack Sennett pour créer la Comique Film Corporation, elle le rejoint bientôt et obtient ses premiers rôles principaux dans la série des Fatty aux côtés de Buster Keaton et Al St. John comme dans Fatty chez lui (1917) ou Fatty à la clinique (1918).
En 1920, elle abandonne la comédie burlesque et rejoint la Metro Pictures pour une série de comédies dramatiques où elle tient le haut de l'affiche et qui marquent l'apogée de sa carrière. Elle est la partenaire en 1921 du jeune Rudolph Valentino dans Uncharted Seas de Wesley Ruggles.  Mais cette période de gloire est très courte et rapidement, elle est de nouveau cantonnée à des seconds rôles.
En mars 1924, Alice Lake épouse l'acteur Robert Williams. C'est une union houleuse et difficile et ils divorcent en 1925. Le couple se sépare et se réunit à nouveau trois fois avant de faire une rupture définitive. Elle poursuit en parallèle une carrière sur les planches au théâtre à Broadway.
À l'avènement du cinéma parlant, elle joue de moins en moins et n'obtient plus que des rôles secondaires. Sa dernière apparition au cinéma date de 1935 avec des rôles très marginaux ou de quasi figurante et elle n'est plus créditée aux génériques. Elle possède toutefois une étoile sur le Hollywood Walk of Fame.
Elle meurt d'une crise cardiaque à l'âge de 72 ans au Paradise Sanitarium à Hollywood.

## Filmographie
- 1912 : The Picture Idol de James Young
- 1914 : How to Do It and Why ou Cutey at College de Wally Van
- 1914 : Who's Who in Hogg Hollow
- 1915 : The Mystery of the Empty Room de Cortland Van Deusen
- 1915 : The Ruling Power de Lionel Belmore
- 1915 : Playing Dead de Sidney Drew : (non créditée)
- 1915 : Welcome to Bohemia de Wally Van
- 1915 : Insuring Cutey de Wally Van
- 1915 : Love, Snow and Ice de Wally Van
- 1915 : The Boarding House Feud de Lee Beggs
- 1915 : Levy's Seven Daughters de Wally Van : une des filles
- 1916 : The Fifth Ace de William Parker : la fille du banquier
- 1916 : Histoire de brigands (en) (The Moonshiners) de Roscoe Arbuckle
- 1916 : Le Bal des domestiques (en) (The Waiters Ball) de Roscoe Arbuckle : une cliente
- 1916 : A Creampuff Romance (en) de Roscoe Arbuckle.
- 1917 : The Grab Bag Bride
- 1917 : A Finished Product de Reggie Morris
- 1917 : Her Nature Dance de William Campbell
- 1917 : Fatty boucher (The butcher Boy) de Roscoe Arbuckle (non créditée)
- 1917 : Fatty en bombe (A Reckless Romeo) de Roscoe Arbuckle : l'épouse
- 1917 : Come Through de Jack Conway : Velma Gay
- 1917 : Fatty chez lui (The Rough House) de Roscoe Arbuckle : Mrs Rough
- 1917 : La Noce de Fatty (His wedding Night) de Roscoe Arbuckle
- 1917 : The Texas Sphinx de Fred Kelsey.
- 1917 : Fatty docteur (Oh, Doctor !) de Roscoe Arbuckle : la bonne
- 1917 : Fatty à la fête foraine (Fatty at Coney Island) de Roscoe Arbuckle : une jeune-fille (non créditée)
- 1917 : Fatty m'assiste (A Country Hero) de Roscoe Arbuckle : l'institutrice
- 1918 : Whose Little Wife Are You? de Edward F. Cline.
- 1918 : Fatty cuisinier (The Cook) de Roscoe Arbuckle : la serveuse
- 1918 : Fatty à la clinique (Good Nighy, Nurse) de Roscoe Arbuckle : la démente
- 1918 : La Mission de Fatty (Moonshine) de Roscoe Arbuckle : la fille du contrebandier
- 1918 : Fatty groom (The Bell Boy) de Roscoe Arbuckle : Cutie Cuticle, la manucure
- 1918 : Fatty bistro (Out West) de Roscoe Arbuckle : la jeune fille de l'Armée du salut
- 1919 : Lombardi, Ltd. de Jack Conway : Norah Blake
- 1919 : La Rose messagère (Should a Woman Tell?) de John Ince : Meta Maxon
- 1919 : Shades of Shakespeare de Al Christie.
- 1919 : Le Héros du désert (A Desert Hero) de Roscoe Arbuckle
- 1919 : Full of Pep de Harry L. Franklin : Felicia Bocaz
- 1919 : The Lion's Den (en) de George D. Baker : Dorothy stedman
- 1919 : Blackie's Redemption de John Ince : Mary Dawson
- 1919 : East Lynne with Variations de Edward F. Cline
- 1919 : Rip & Stitch : Tailors de Malcolm St. Clair et William Watson
- 1919 : Cupid's Day Off de Edward F. Cline
- 1919 : Camping Out de Roscoe Arbuckle
- 1920 : The Misfit Wife de Edmund Mortimer : Katie Malloy
- 1920 : Shore Acres de Rex Ingram : Helen Berry
- 1920 : Body and Soul de Charles Swickard : Claire Martin
- 1921 : Hole in the Wall (en) de Maxwell Karger : Jean Oliver
- 1921 : The Infamous Miss Revell de Dallas M. Fitzgerald : Julien Revell/Paula Revell
- 1921 : Over the Wire de Wesley Ruggles : Kathleen Dexter
- 1921 : Uncharted Seas de Wesley Ruggles : Lucretia Eastman
- 1921 : The Greater Claim (en) de Wesley Ruggles : Mary Smith
- 1922 : Environment de Irving Cummings : Sally 'Chicago Sal' Dolan
- 1922 : More to Be Pitied Than Scorned d'Edward LeSaint : Viola Lorraine
- 1922 : I Am the Law d'Edwin Carewe : Joan Cameron
- 1922 : Hate de Maxwell Karger : Babe Lennox
- 1922 : Kisses de Maxwell Karger : Betty Ellen Estabrook
- 1922 : The Golden Gift de Maxwell Karger : Nita Gordon
- 1923 : Suprême Amour (en) (Nobody's Bride) de Herbert Blaché : Mary Butler
- 1923 : L'Araignée et la Rose (The Spider and the Rose) de John McDermott : Paula
- 1923 : The Unknown Purple de Roland West : Jewel Marchmont
- 1923 : Le cœur et la dot (The Marriage Market) de Edward LeSaint : Lillian Piggott
- 1923 : Broken Hearts of Broadway de Irving Cummings : Bubbles Revere
- 1923 : Red Lights de Clarence G. Badger : Norah O'Neill
- 1923 : Modern Matrimony de Lawrence C. Windom : Patricia Waddington
- 1924 : Dancing Cheat de Irving Cummings : 'Poppy' Marie Andrews
- 1924 : The Virgin d'Alan James : Rosa
- 1924 : The Law and the Lady de John L. McCutcheon : Marion Blake
- 1925 : The Lost Chord de Wilfred Noy : comtesse Zara
- 1925 : The Overland Limited de Frank O'Neill : Violet Colton
- 1925 : The Price of Success de Tony Gaudio : Ellen Harden
- 1926 : The Wives of the Prophet de James A. Fitzgerald : Judith
- 1926 : Broken Homes de Hugh Dierker : Arline
- 1926 : The Hurricane de Fred Caldwell : l'épouse
- 1926 : The Truth About Men (en) de Elmer Clifton : Dora
- 1927 : Spider Webs de Wilfred Noy : Flora Benham
- 1927 : Roaring Fires de Barry Barringer : Sylvia Summers
- 1927 : The Angel of Broadway de Lois Weber : Goldie
- 1927 : The Haunted Ship de Forrest Sheldon : Martha Gant
- 1928 : Obey Your Husband de Charles J. Hunt : Belle
- 1928 : Women Men Like
- 1928 : Runaway Girls de Mark Sandrich : Agnes Brady
- 1929 : Untamed Justice de Harry S. Webb : Ann
- 1929 : Circumstantial Evidence de Wilfred Noy : Lucy Bishop
- 1929 : Twin Beds d'Alfred Santell : Mrs. Treejohn
- 1929 : L'Iceberg vengeur (Frozen Justice) d'Allan Dwan : Little Casino
- 1930 : Young Desire de Lewis D. Collins : une danseuse du Sideshow (non créditée)
- 1931 : Wicked de Tony Ealey : une prisonnière
- 1933 : Skyway de Lewis D. Collins : Mazie
- 1933 : Danseuse étoile (Stage Mother) de Charles Brabin : Audience Member (non créditée)
- 1934 : Wharf Angel de William Cameron Menzies et George Somnes (en) : une fille du Saloon (non créditée)
- 1934 : Fascination (Glamour) de William Wyler : une secrétaire
- 1934 : J'épouserai un millionnaire (The Girl from Missouri) de Jack Conway : la manucure de Paige (non créditée)
- 1934 : Death on the Diamond d'Edward Sedgwick : Lucy Warmack (non créditée)
- 1934 : La Course de Broadway Bill (Broadway Bill) de Frank Capra (non créditée)
- 1934 : Un jour une bergère (Babes in Toyland) de Gus Meins et Charley Rogers : une passante (non créditée)
- 1934 : Le Grand Barnum (The Mighty Barnum) de Walter Lang : femme dans le musée (non créditée)
- 1935 : Émeutes (Frisco Kid) de Lloyd Bacon
- 1936 : Hollywood Boulevard de Robert Florey